# KTM X-Bow
Vous lisez un « bon article » labellisé en 2010.
La KTM X-Bow est le premier modèle automobile créé par le constructeur autrichien de motos KTM. Signifiant « arbalète » en français, le nom du modèle se prononce Cross-Bow. Conçue en collaboration avec Dallara, la X-Bow est équipée d'un moteur à quatre cylindres d'origine Volkswagen, en l'occurrence celui équipant la compacte sportive Golf GTI.
Homologuée pour un usage routier, la X-Bow est pourtant une barquette destinée essentiellement à un usage sur circuit ; elle est ainsi dépourvue de portes, de toit et de pare-brise. Son châssis est par ailleurs entièrement conçu en fibre de carbone, ce qui lui permet de maintenir son poids aux alentours de 790 kg d'après le constructeur. Machine sans concession, la X-Bow se veut l'héritière des petits roadsters anglais tels la Lotus Seven.
En dépit d'un accueil favorable par la presse spécialisée après sa présentation en 2007, la carrière commerciale de la X-Bow est à la fois pénalisée par sa conception radicale et par les effets de la crise économique. Les ventes ne décollant pas malgré les efforts de KTM, sa production est finalement interrompue fin 2009. À partir de 2015, la KTM X-Bow GT4, une version de course à cockpit fermée, est développée.

## Genèse du projet
Aux origines de la conception de la X-Bow se trouve la volonté de la firme KTM de diversifier son offre. La marque autrichienne est alors le numéro deux européen de la construction de motos derrière l'allemand BMW, avec près de 100 000 unités produites par an, et se caractérise par ses productions au caractère assez « trempé ». Pour compenser l'érosion de sa clientèle motarde, KTM décide donc de proposer une offre pour les automobilistes.
La marque ne souhaite pas se lancer dans le secteur extrêmement concurrentiel de l'automobile généraliste et opte pour la production d'un modèle radical, à vocation purement et explicitement sportive. Le cahier des charges définit les spécifications d'une barquette dénuée de tout confort moderne, dépourvue de portières, sans toit ni pare-brise. La X-Bow, allant au bout de son concept, ne propose ainsi ni climatisation, ni assistance électronique, ni coussin gonflable de sécurité, ni sellerie confortable.
La première version du modèle est présentée dans une livrée orange au Salon de Genève en mars 2007. En septembre, KTM communique les tarifs de la X-Bow, qui sera disponible à la vente au printemps 2008 à partir de 45 850 € hors taxes, tarif comparable à celui de ses concurrentes les plus directes comme l'Ariel Atom et la Caterham CSR 200. Bien qu'un doute subsiste alors toujours sur une éventuelle homologation pour une utilisation sur route ouverte, la production débute en juin 2008 et les premiers modèles sont livrés en août. L'homologation européenne est finalement obtenue au cours de l'année 2009.

## Conception du châssis

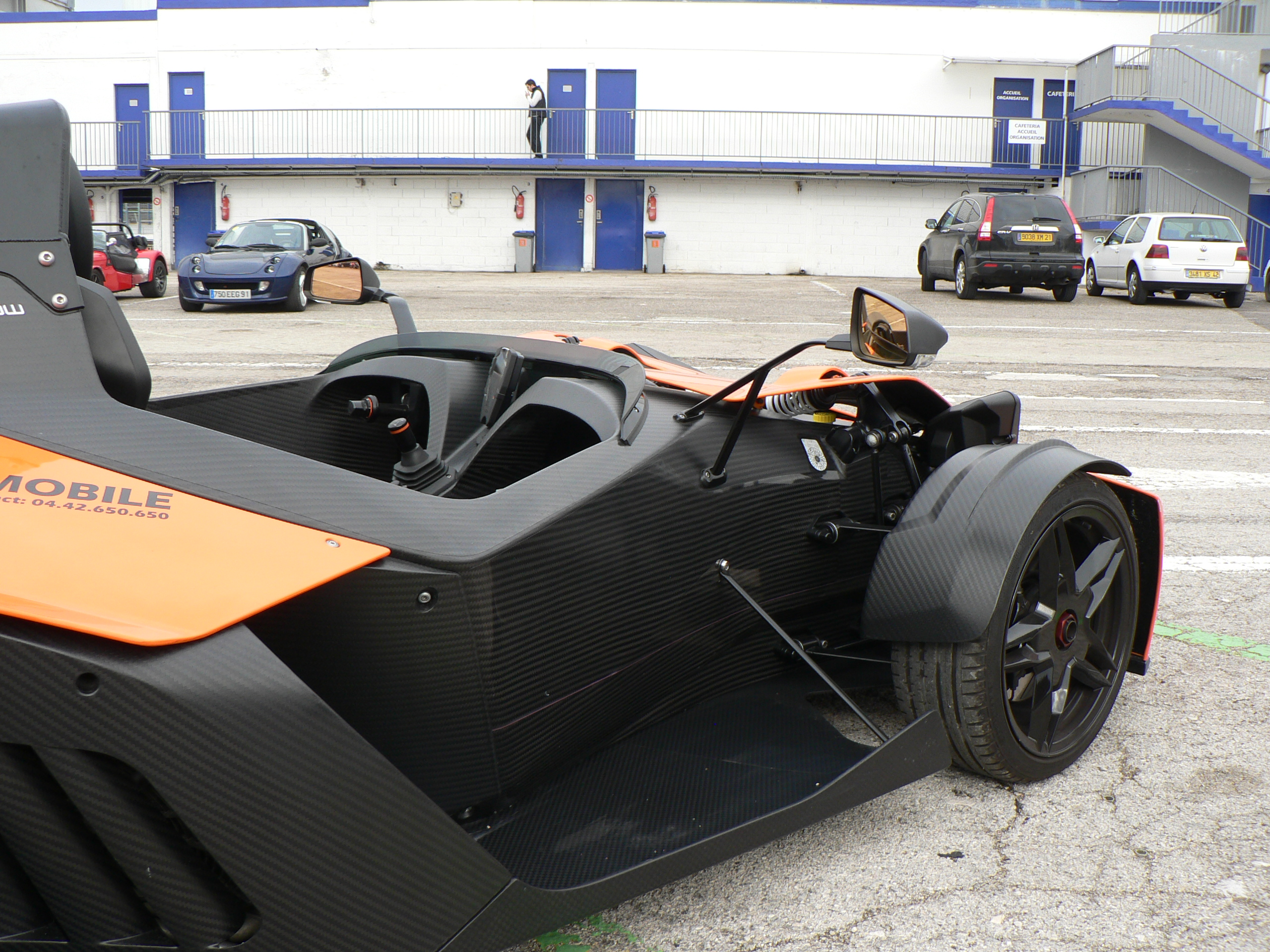
Vue partielle du châssis en fibre de carbone de la X-Bow.

Afin de respecter son objectif de produire un modèle aussi léger que performant sur circuit, KTM opte pour l'utilisation de fibre de carbone, ce qui implique de recourir aux services d'un partenaire doté de l'expérience nécessaire au travail de ce matériau. La marque autrichienne fait appel à Dallara Automobili, un spécialiste de la construction de châssis pour la compétition automobile. La rencontre entre le constructeur de motos et la fabricant de châssis est en outre l'occasion pour Giampaolo Dallara de concrétiser un vieux rêve : rendre hommage à Colin Chapman en créant une héritière digne de la Lotus Seven.
Le savoir-faire de Dallara est prépondérant lors de la conception du châssis. Il est même prévu que l'assemblage des barquettes serait également confié au spécialiste italien, mais le succès auprès du public et les nombreuses pré-commandes enregistrées dès la présentation de la X-Bow incitent le PDG de la marque, Stefan Pierer, à modifier sa stratégie. En effet, il s'agit désormais de produire des centaines de châssis – un volume bien supérieur aux possibilités de l'artisan Dallara. KTM rachète alors la société allemande Wethje, un spécialiste des matériaux composites, et engage en parallèle la construction d'une nouvelle usine à Graz, en Autriche.
Dictées par les impératifs de performance, les proportions de ce châssis – et donc, par extension, celles de la X-Bow – sont peu courantes : avec 3,74 m de long pour 1,92 m de large, la KTM est à la fois bien plus courte qu'une Renault Clio et aussi large qu'une Ferrari F430. Son empattement de plus de 2,40 m, valeur importante pour un véhicule de cette longueur, rejette les roues aux quatre coins et renforce l'allure atypique de la X-Bow.

## Une mécanique éprouvée

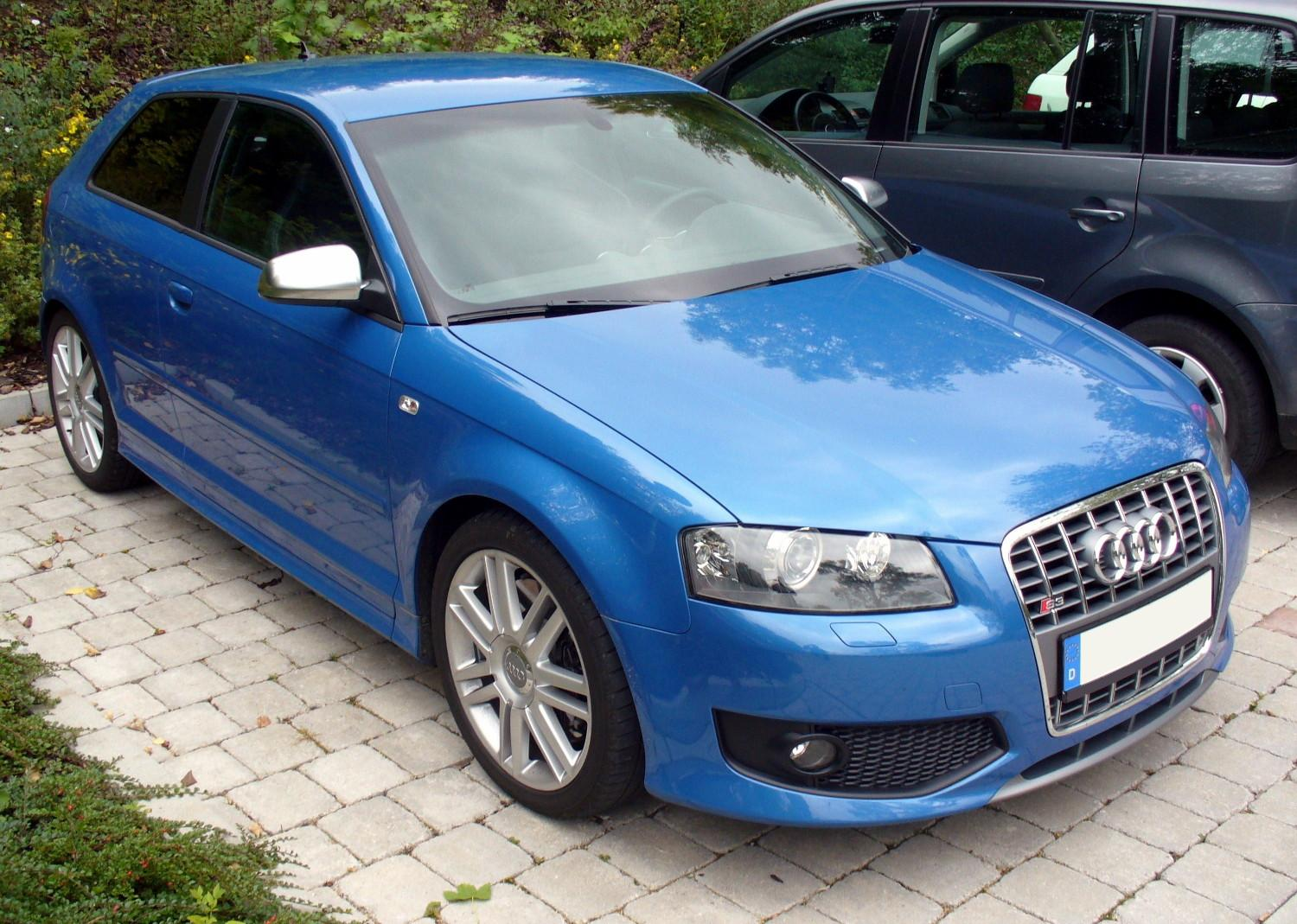
L'Audi S3 prête sa base mécanique à la KTM X-Bow.

Tout comme pour la conception du châssis, KTM ne dispose pas de l'expérience ou du savoir-faire nécessaires à la fabrication d'une mécanique automobile. Le développement d'un bloc moteur spécifique étant trop coûteux pour un tel projet, la X-Bow doit emprunter une base mécanique issue d'un autre modèle. KTM va ainsi chercher au sein du groupe VAG la motorisation de son roadster et arrête son choix sur le bloc 2,0 litres TFSI qui équipe entre autres les Volkswagen Golf V, León Cupra et Cupra R, Audi TTS et Audi S3.
D'une cylindrée de 1 984 cm3, ce bloc suralimenté à quatre cylindres en ligne développe, dans la version retenue pour la X-Bow, une puissance de 240 chevaux – soit 25 de moins que la version montée dans la S3, mais 20 de plus que celle utilisée lors de la présentation de la X-Bow en mars 2007 – et 310 newtons-mètres de couple, disponibles dès les plus bas régimes. Compte tenu du poids limité du véhicule, ce moteur permet à la KTM d'afficher un rapport poids/puissance de 3,3 kg/ch, plus favorable que celui d'une Porsche 911 GT3. En outre, ce bloc retient également l'attention des ingénieurs de KTM en raison de sa fiabilité, éprouvée après deux saisons d'utilisation en compétition automobile. En revanche, sa sonorité, déjà particulièrement discrète voire banale à l'arrêt, est vite entièrement couverte par les bruits aérodynamiques dus à l'absence de toit et de pare-brise,.
Ce moteur est accouplé à une boîte de vitesses mécanique à six rapports et commande manuelle également d'origine Audi. Le recours à une boîte robotisée à double-embrayage de type DSG a un temps été envisagé avant d'être écarté pour des raisons de poids. L'embrayage est lui aussi en provenance directe de la banque d'organes Audi, ce qui lui confère une douceur de fonctionnement et une facilité d'utilisation peu communes dans ce segment automobile.

## Mise au point

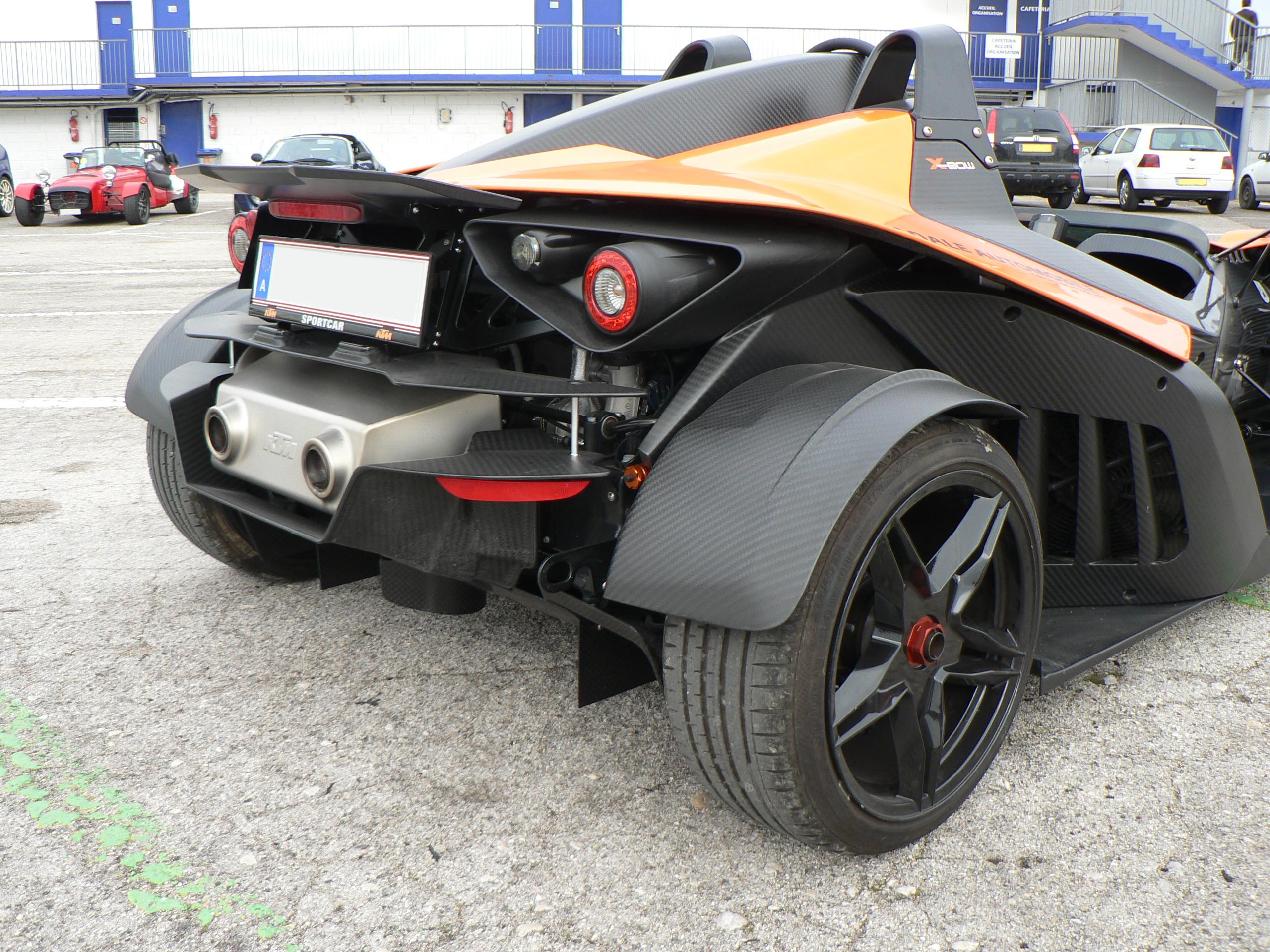
Le train arrière de la X-Bow.

À l'instar d'un modèle de compétition, la X-Bow est construite sur la base d'un châssis monocoque en fibre de carbone de type « baignoire » sur lequel sont greffés quelques éléments de carrosserie, le bloc motopropulseur et les suspensions – une architecture basée sur l'emploi intensif de matériaux composites et donc garante de légèreté et de rigidité.
Mise au point par Loris Bicocchi, un essayeur et metteur au point expérimenté qui a déjà travaillé pour des marques prestigieuses telles que Bugatti ou Pagani, la X-Bow se montre à la fois maniable et efficace grâce à son système de suspensions très élaboré. Équipée d'amortisseurs entièrement réglables en compression comme en détente, elle est très progressive lorsque poussée à ses limites. Son poids contenu et son aérodynamique pensée pour générer autant d'appui que possible lui permettent en outre des vitesses de passage en courbe élevées – KTM annonce d'ailleurs un potentiel de 1,5 G en virage.
Dessinée par Gerald Kiska, le designer « maison » de la marque, la X-Bow a été étudiée pour apporter, grâce à ses divers éléments de carrosserie et à son fond plat, un appui aérodynamique de 48 kg à 100 km/h et de 193 kg à 200 km/h, ce qui lui confère un niveau d'adhérence très important. Par ailleurs, sa répartition des masses très portée sur le train arrière – le ratio avant/arrière est de 37/63 % en statique et de 35/65 % en dynamique – et son pont arrière à différentiel autobloquant permettent à la X-Bow d'offrir une excellente motricité.

## Comportement et performances

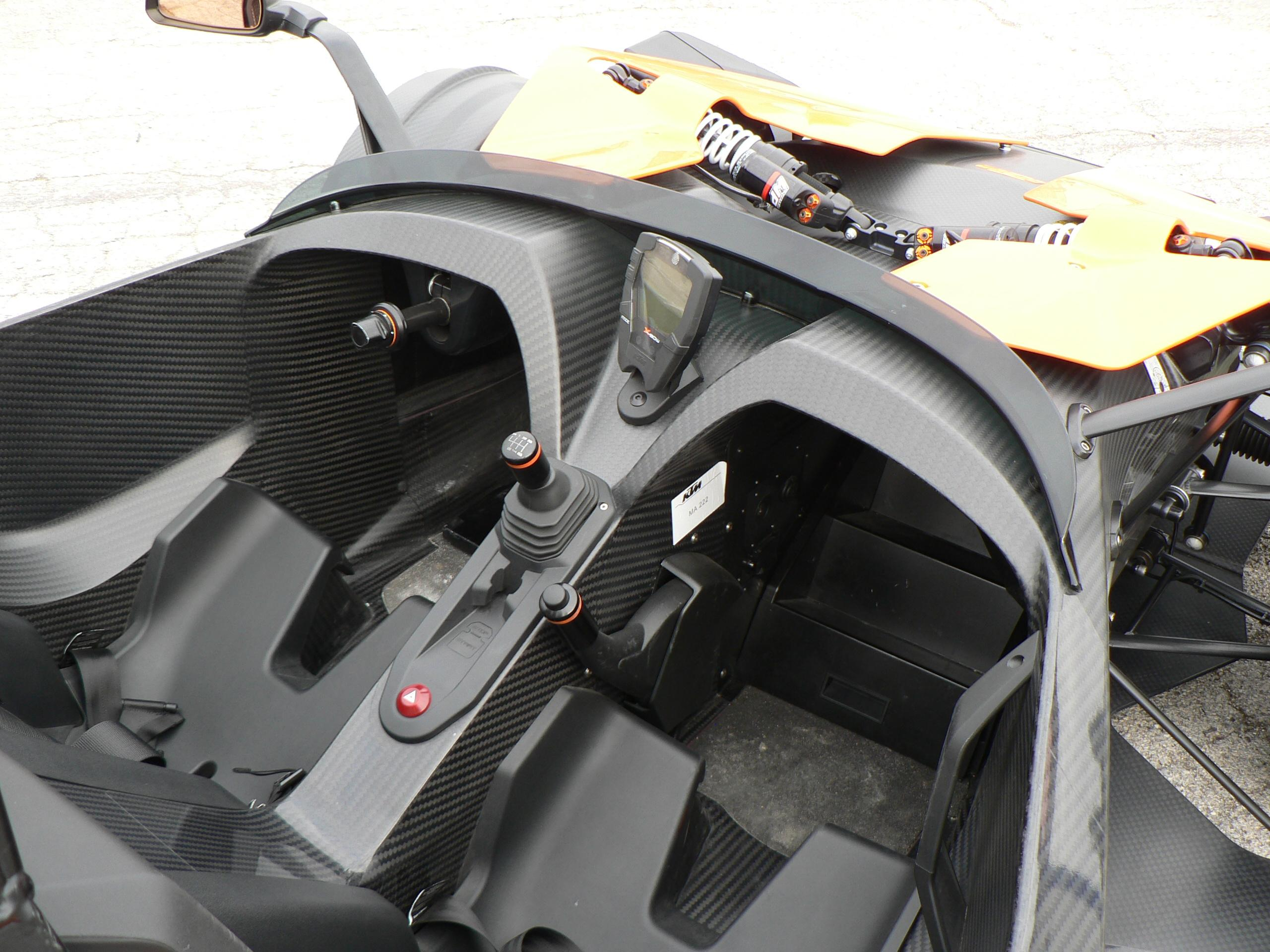
Le poste de conduite, avec le volant amovible retiré...

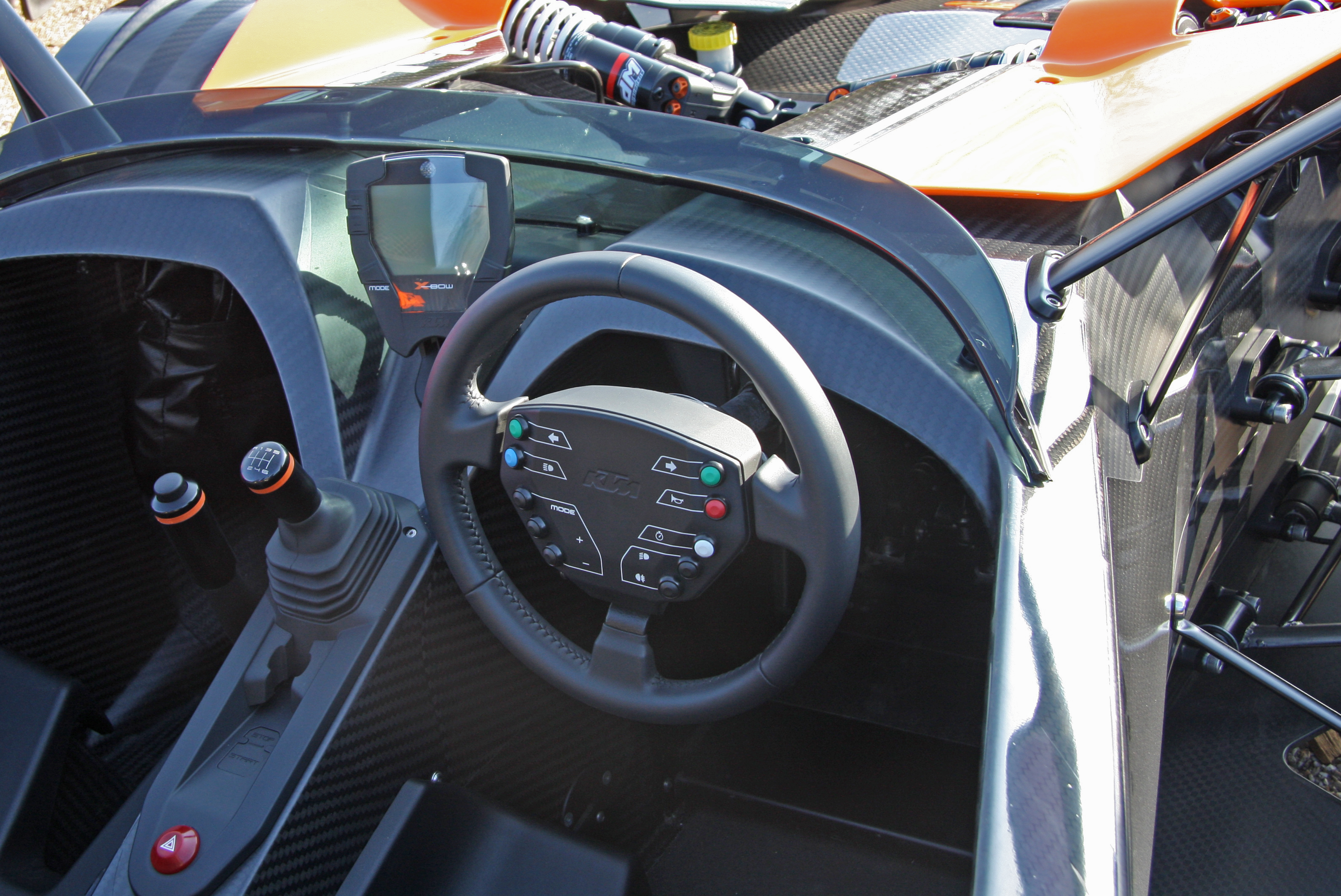
... puis volant en place.

Bien que sa base mécanique soit directement issue de véhicules de grande série, la X-Bow a été conçue en tant que pure sportive. Ainsi, sa structure très dépouillée et dépourvue de tout élément de confort lui permet d'afficher une masse relativement contenue puisqu'annoncée par le constructeur à 790 kg à sec. Cette radicalité se retrouve dans l'habitacle et le poste de pilotage, qui se distinguent notamment par des sièges baquets fixés directement à la coque, des harnais à quatre points « Schroth », un pédalier réglable et un volant extractible.
Cette conception très axée vers un usage sportif se traduit sur la route par un comportement « brut », sans aucun filtre ni compromis. Dépourvue de toute assistance à la conduite – direction assistée, ABS, antipatinage, etc. –, la X-Bow se montre extrêmement précise et vive sur le plan du comportement routier tout en étant, grâce à sa mécanique de grande série, nettement plus docile qu'une véritable voiture de compétition. Pour certains journalistes, la KTM fait ainsi preuve d'une « tenue de route ahurissante » doublée d'une « agilité stupéfiante », rappelant le comportement d'une monoplace. Pour autant, la X-Bow demeure relativement facile d'utilisation et saine dans ses réactions lorsque menée à la limite, ce qui la rend beaucoup moins exigeante à piloter – mais également moins « fine » et efficace – qu'une Ariel Atom.
En outre, grâce à son poids contenu, la X-Bow atteint un niveau de performance très élevé compte tenu de son niveau de puissance. Le 0 à 100 km/h est ainsi annoncé par le constructeur en 3s 9, tandis que les 160 km/h sont atteints en 11 secondes. En revanche, elle n'atteint en vitesse maximale que 217 km/h – valeur relativement modeste pour un véhicule disposant de 240 chevaux. Son profil aérodynamique, pensé pour apporter avant tout de l'appui dans le cadre d'une utilisation sur circuit automobile, représente un handicap en vitesse pure car il génère une traînée importante.
Ce bilan globalement positif est toutefois terni par le seul véritable reproche fait à la X-Bow : son poids. Pesant moins de 800 kg, elle demeure nettement plus légère qu'une automobile « standard », mais est pourtant beaucoup plus lourde que ses concurrentes directes comme l'Ariel Atom (530 kg) ou la Caterham CSR 200 (630 kg). Elle est également plus lourde que les premières versions de la Lotus Elise, qui s'en tenaient à 720 kg et étaient pourtant équipées – contrairement à la KTM – de portières, de vitres latérales, d'un pare-brise, d'un système de chauffage ou encore d'un toit amovible.

## Accueil et évolution

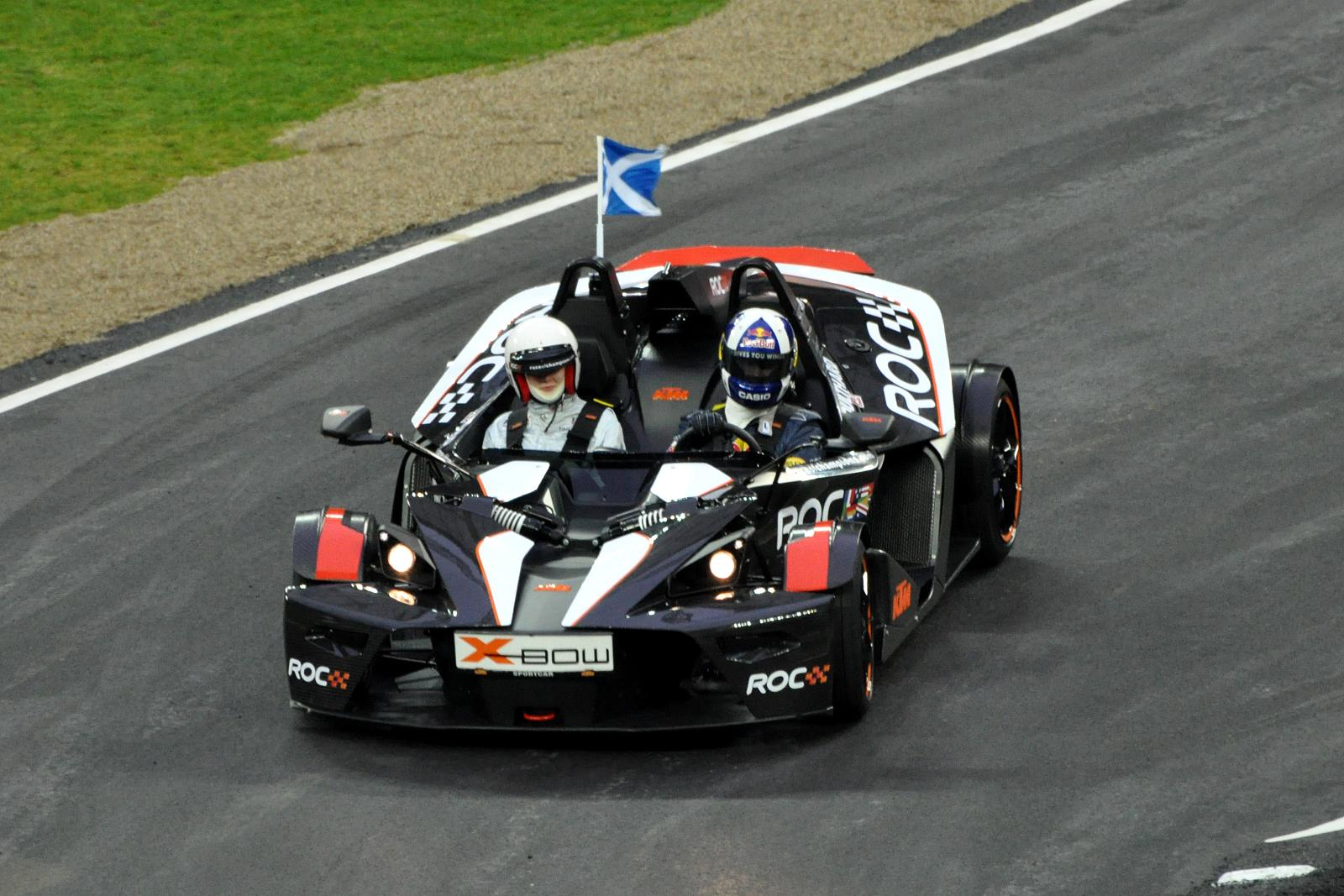
La version ROC de la X-Bow, ici pilotée par David Coulthard au Stade de Wembley, en 2008.

La X-Bow est globalement bien accueillie par la presse spécialisée. Beaucoup d'essais en dressent un bilan très positif, notamment en raison de son haut niveau de performances et malgré une définition radicale très pénalisante en usage quotidien. En outre, la X-Bow permet au constructeur autrichien de proposer à ses clients une gamme complète et cohérente de modèles sportifs à deux et quatre roues.
En dépit de cet accueil favorable, la X-Bow est – sur le plan commercial – un réel échec, en grande partie en raison de la crise économique survenue quasiment simultanément à son lancement. Alors que les prévisions de KTM visaient un objectif de mille modèles vendus en Europe, seuls 450 véhicules trouvent preneur à la fin 2009, dont trente en France.

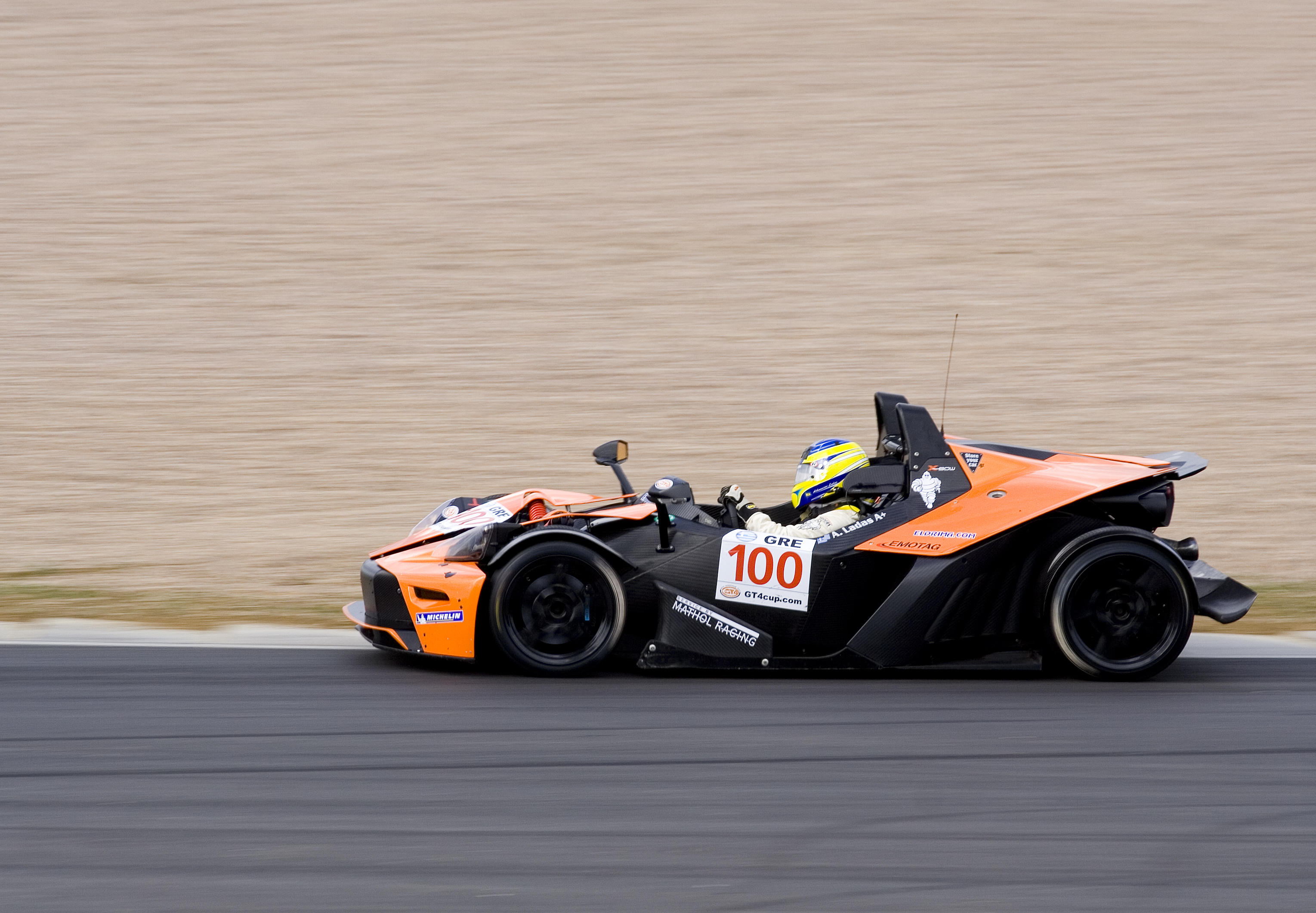
La version GT4 de la X-Bow, non homologuée pour un usage routier.

Ces difficultés n'empêchent pas le constructeur de faire évoluer son modèle, avec le lancement en 2009 d'une version baptisée ROC, en référence à la Course des Champions. Une version Street est également lancée la même année. Cinq versions de la X-Bow sont finalement disponibles à la vente,, déclinant la X-Bow en une gamme complète dont les tarifs s'échelonnent de 62 764 € à 104 105 €.
Les versions Clubsport et Superlight proposent une évolution mécanique orientée vers la compétition incluant notamment un châssis « course » réglable, un différentiel à glissement limité ou encore un extincteur. La GT4 est quant à elle totalement préparée pour la compétition automobile et n'est de ce fait, et contrairement aux autres versions, pas homologuée pour un usage routier.
Malgré cela, les difficultés rencontrées par KTM sur le marché de la moto aux États-Unis, combinées aux mauvaises ventes de la X-Bow, finissent par provoquer la suspension temporaire de sa production en 2009, le temps pour la marque d'écouler les stocks et d'attendre un marché plus favorable.
Le 25 juillet 2010, KTM annonce avoir tenu une réunion avec l'ensemble de ses concessionnaires pour les rassurer sur la santé de l'entreprise d'une part et d'autre part pour présenter deux nouvelles versions de la X-Bow. La version R, prévue pour 2011, verra sa puissance portée à 300 chevaux ; la Touring proposera quant à elle un pare-brise et devrait sortir en 2012.
En 2015, KTM et l'écurie allemande Reiter Engineering développent conjointement une version à cockpit fermée de la KTM X-Bow GT4,.

## Caractéristiques techniques
NB : sauf indication contraire, toutes les valeurs mentionnées ci-dessous proviennent du site officiel de KTM.

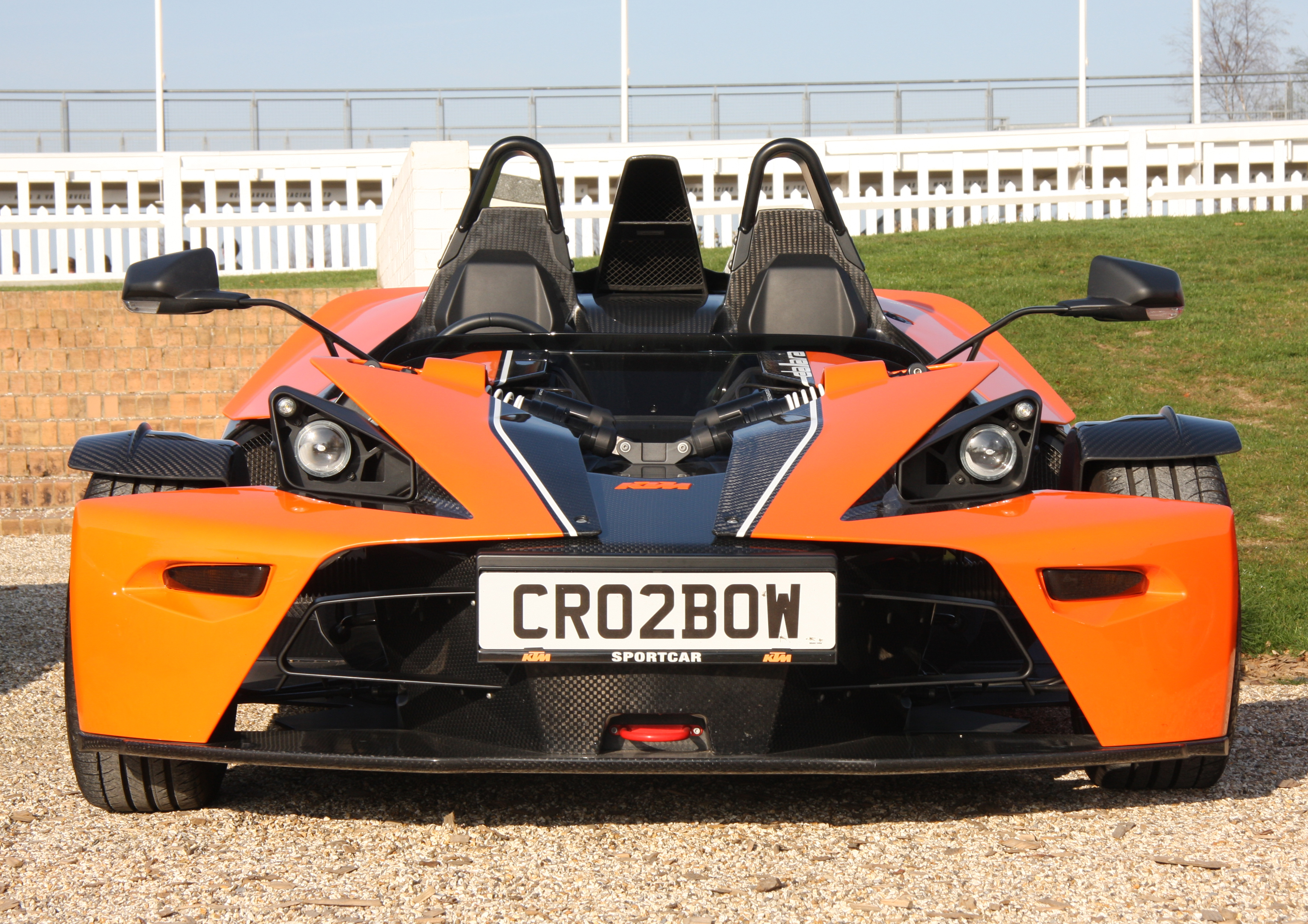
Face avant de KTM X-Bow dont la plaque minéralogique est personnalisée.

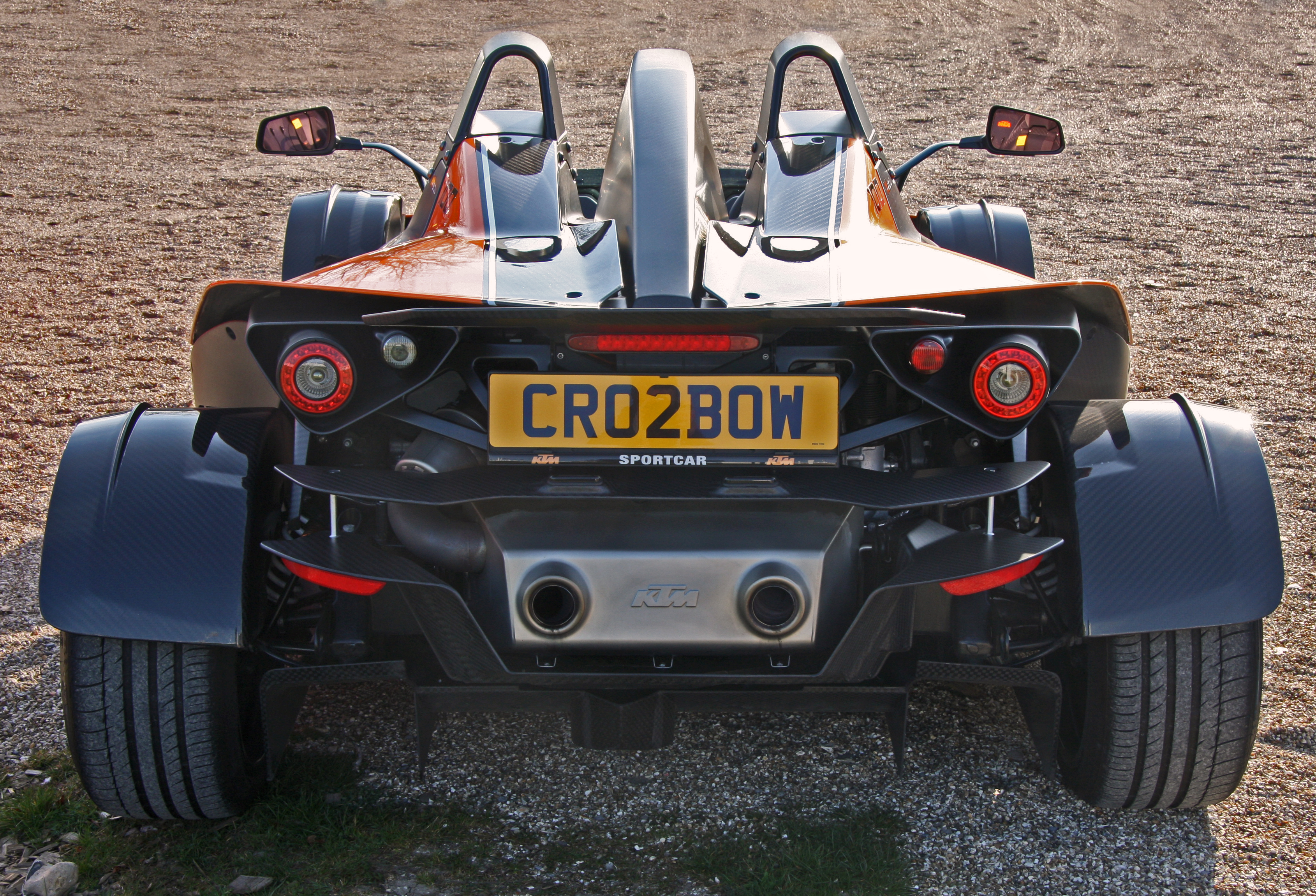
Vue arrière de KTM X-Bow.

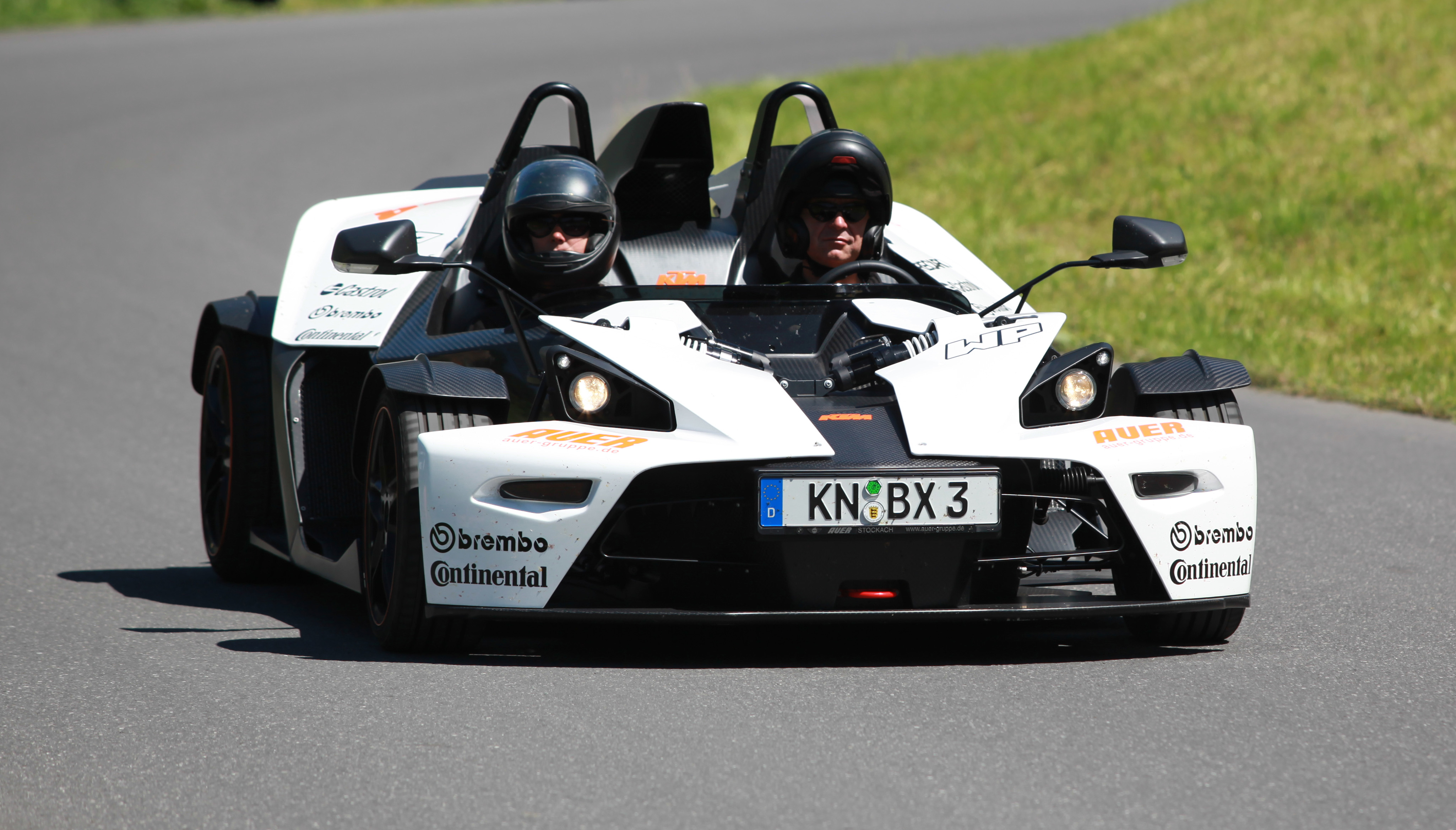
KTM X-Bow sur le circuit de Grindelwald en Suisse.

| Moteur                            | 4 cylindres en ligne Audi de 1 984 cm3 de cylindrée Suralimentation par turbocompresseur avec échangeur Disposition centrale-arrière tranversale Moteur semi-porteur intégré au châssis                                                                                |
| Distribution                      | 2 arbres à cames en tête (DOHC) 4 soupapes par cylindre |
| Régime maximal                    | Régime maximum : 6 500 tours par minute |
| Puissance                         | Puissance maximale : 240 ch (177 kW) à 5 500 tours par minute Puissance spécifique : 121 ch/l |
| Couple                            | Couple maxi : 310 N m (31,6 mkg) constant de 2 000 à 5 500 tours par minute Couple spécifique : 156,2 N m/l |
| Poids                             | Masse à sec annoncée par le constructeur : 790 kg Masse maximum contrôlée en ordre de marche : 933 kg Répartition avant/arrière 37 % / 63 % |
| Rapport Poids/Puissance           | Rapport poids/puissance en ordre de marche : 3,887 kg/ch |
| Transmission et Boîte de vitesses | Propulsion Boîte de vitesses mécanique à 6 rapports, à commande manuelle Pont arrière à différentiel autobloquant Aucun système électronique antipatinage ou de contrôle de trajectoire                                                                                |
| Châssis                           | Monocoque en fibre de carbone Longueur : 3 738 mm Largeur : 1 915 mm Hauteur : 1 202 mm Empattement : 2 430 mm Voie avant : 1 672 mm Voie arrière : 1 626 mm Hauteur du centre de gravité : 390 mm Direction à crémaillère non-assistée Diamètre de braquage : 10,80 m |
| Freins                            | Système hydraulique assisté sans système d'antiblocage Freins avant : disques Brembo en fonte d’acier de 305 mm de diamètre Freins arrière : disques Brembo en fonte d’acier de 262 mm de diamètre                                                                     |
| Roues                             | Pneumatiques avant : 205/45 ZR 17 Pneumatiques arrière : 235/40 ZR 18. |
| Réservoir                         | Réservoir en matériau composite Capacité : 40 litres |
| Vitesse maximale                  | Vitesse maximale annoncée : 217 km/h Vitesse maximale mesurée sur circuit : 220 km/h |
| Accélération                      | 0 à 100 km/h : 3 s 9 0 à 160 km/h : 11 s 0 à 200 km/h : 21 s 2 |
| Reprises                          | 80 à 120 km/h en quatrième : 3 s 5 80 à 120 km/h en cinquième : 4 s 5 80 à 120 km/h en sixième : 6 s |
| Consommation                      | Moyenne annoncée : 7,9 l/100 km Consommation constatée en conduite sportive : 18,0 l/100 km Autonomie à ce rythme : 200 km Émissions de CO2 : 171 g/km |